# Mortero de cemento cola
El mortero de cemento cola es un tipo de mortero adhesivo para la colocación en paredes y suelos de baldosas cerámicas, tanto en interiores como exteriores. Están compuestos por cemento de color gris o blanco, carga mineral de naturaleza silícea o calcárea y algunos aditivos.
La adherencia se consigue tanto de forma mecánica, por la cristalización del cemento, como de forma química, por polimerización de resinas.
En Venezuela se le da el nombre coloquial de pego, lo cual es una marca vulgarizada.
- Datos: Q5853933